# Lijst van voetbalinterlands Eritrea - Zimbabwe
Deze lijst van voetbalinterlands is een overzicht van alle officiële voetbalwedstrijden tussen de nationale teams van Eritrea en Zimbabwe. De landen hebben tot op heden vier keer tegen elkaar gespeeld. De eerste wedstrijd, een kwalificatiewedstrijd voor de Afrika Cup 2000, vond plaats op 3 juli 1999 in Asmara. Het laatste duel, een kwalificatiewedstrijd voor de Afrika Cup 2004, werd gespeeld in Harare op 5 juli 2003.

## Wedstrijden
| № | Plaats | Datum            | Competitie                   | Wedstrijd          | Uitslag |
| - | ------ | ---------------- | ---------------------------- | ------------------ | ------- |
| 1 | Asmara | 3 juli 1999      | Afrika Cup 2000 kwalificatie | Eritrea − Zimbabwe | 0 − 1   |
| 2 | Harare | 15 augustus 1999 | Afrika Cup 2000 kwalificatie | Zimbabwe − Eritrea | 4 − 0   |
| 3 | Asmara | 12 oktober 2002  | Afrika Cup 2004 kwalificatie | Eritrea − Zimbabwe | 0 − 1   |
| 4 | Harare | 5 juli 2003      | Afrika Cup 2004 kwalificatie | Zimbabwe − Eritrea | 2 − 0   |

## Samenvatting
| Competitie              | Totaal gespeeld | Winst Eritrea | Gelijk | Winst Zimbabwe | Doelsaldo Eritrea – Zimbabwe |
| ----------------------- | --------------- | ------------- | ------ | -------------- | ---------------------------- |
| Afrika Cup-kwalificatie | 4               | 0             | 0      | 4              | 0 − 8                        |
| Totaal                  | 4               | 0             | 0      | 4              | 0 − 8                        |

ENFF · 
Eritrees vrouwenelftal
Interlands
Tegenstander:
Angola ·
Botswana ·
Burundi ·
Djibouti ·
Ghana ·
Jemen ·
Kameroen ·
Kenia ·
Malawi ·
Mali ·
Mozambique ·
Namibië ·
Nigeria ·
Oeganda ·
Rwanda ·
Senegal ·
Seychellen ·
Soedan ·
Somalië ·
Swaziland ·
Tanzania ·
Zimbabwe
ZFA ·
Bondscoaches ·
Selecties · 
Topscorers · 
Zimbabwaans vrouwenelftal
1980 – 1989 · 
1990 – 1999 · 
2000 – 2009 · 
2010 – 2019 ·
2020 − 2029
1980 · 
1981 · 
1982 · 
1983 · 
1984 · 
1985 · 
1986 · 
1987 · 
1988 · 
1989 · 
1990 · 
1991 · 
1992 · 
1993 · 
1994 · 
1995 · 
1996 · 
1997 · 
1998 · 
1999 · 
2000 · 
2001 · 
2002 · 
2003 · 
2004 · 
2005 · 
2006 · 
2007 · 
2008 · 
2009 · 
2010 · 
2011 · 
2012 · 
2013 · 
2014 ·
2015 ·
2016 ·
2017 ·
2018 · 
2019 ·
2020 ·
2021 ·
2022 ·
2023
Algerije ·
Angola ·
Australië ·
Bahrein ·
Benin ·
Bosnië en Herzegovina · 
Botswana ·
Brazilië · 
Burkina Faso ·
Burundi ·
Centraal-Afrikaanse Republiek ·
China ·
Comoren ·
Congo-Brazzaville ·
Congo-Kinshasa ·
Djibouti ·
Egypte ·
Eritrea ·
Ethiopië ·
Gabon ·
Ghana ·
Guinee ·
Indonesië ·
Ivoorkust ·
Jordanië ·
Kaapverdië ·
Kameroen ·
Kenia ·
Koeweit ·
Lesotho ·
Liberia ·
Libië ·
Madagaskar ·
Malawi ·
Mali ·
Marokko ·
Mauritanië ·
Mauritius ·
Mozambique ·
Namibië ·
Nigeria ·
Oeganda ·
Oman ·
Rwanda ·
Qatar ·
Saoedi-Arabië ·
Senegal ·
Seychellen ·
Soedan ·
Somalië ·
Swaziland ·
Tanzania ·
Togo ·
Tunesië ·
Vietnam ·
Zaïre ·
Zambia ·
Zuid-Afrika · 
Zwitserland